# Мухаммад Башир Ісмаїл аш-Шишані
Мухаммад Башир Ісмаїл аш-Шишані (нар. 1933, Зарка, Йорданія) — генерал-майор йорданської армії. У 1951 році вступив до йорданської армії. Колишній міністр сільського господарства і колишній мер столиці Йорданії. За національністю чеченець.

## Біографія
Народився в місті Зарка, Йорданія в 1933 році.
Вивчав військову справу в Пакистані. У 1963 році створив перший йорданський парашутний підрозділ. У 1964 році приєднався до об'єднаного арабського командування в Єгипті. Був підвищений до командування піхотною бригадою. У середині 1960-х Мухаммад Башир Ісмаїл аш-Шишані створює перший підрозділ військової безпеки, пізніше став Директором військової розвідки Йорданії.
У 1971 році командував Таск Форс (Сили спеціального призначення). У середині 70-х років продовжив військове навчання в — Королівському коледжі оборони в Лондоні і вже через рік став заступником Шефа штабу, після призначення бригадним Генералом. У тому ж році, пішов на відпочинок за власним бажанням.
Мухаммад Башир Ісмаїл аш-Шишані за час своєї кар'єри займав багато значущих постів. Крім посад міністра сільського господарства і мера Аммана, він очолював військову розвідку Йорданії, війська піхоти, союз військових ветеранів та ін.
Мухаммед Башир Ісмаїл аш-Шишані, командир першого в Королівстві парашутно-десантного батальйону, який дослужився до посади заступника начальника Генерального штабу. Також займав пости міністра сільського господарства і мера Аммана.
Після подій вересня 1970 року Амман, взявши курс на "йорданізацію" всієї військової структури, звільнив у запас офіцерів, що мають палестинське походження. Згідно з негласною, але вельми конкретною установкою, в армії Йорданії, системах безпеки і МВС, а також у військових судах кількість офіцерів-палестинців у званні вище капітана не повинна перевищувати 10 відсотків.

## Замах
На Мухаммада Башира в кінці грудня 2018 року здійснено замах. Вночі, поки 74-річний Мухаммад спав, до нього в будинок в Зарці увірвався незнайомець і став бити його у власному ліжку. Нападник наносив удари битою по голові, очах, всьому обличчю. І зник, нічого з дому не вкравши.
Мухаммад з важкими травмами був доставлений у лікарню. За наполяганням Набіля аш-Шишані, який є депутатом, в лікарню до Мухаммада Башира була приставлена озброєна охорона.
29 грудня 2018 року поліція повідомила про затримання підозрюваного. Поліція не розкриває його особу, як пишуть про нього йорданські ЗМІ, чоловік раніше притягувався до відповідальності за злочини.